# Галицький замок

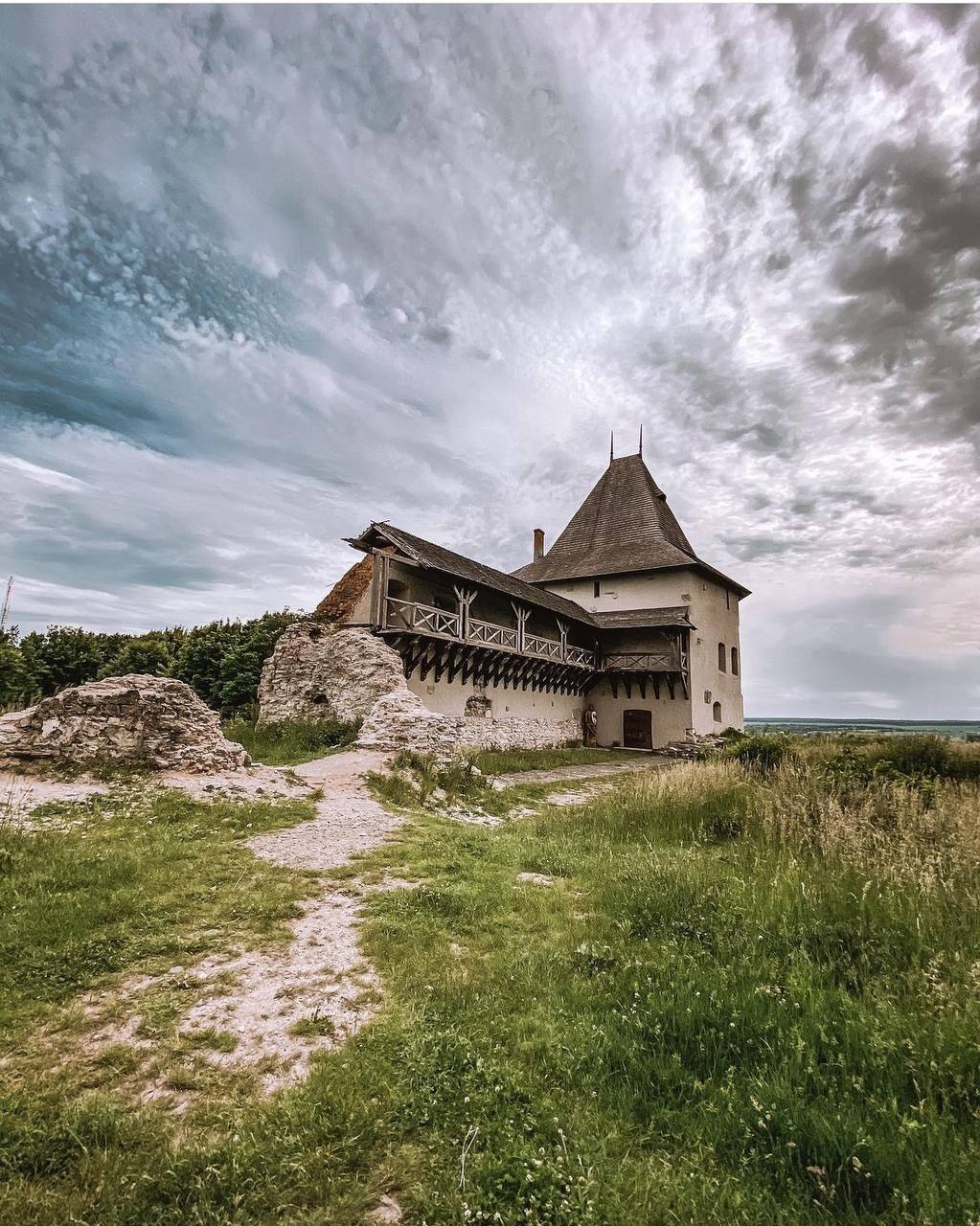

Галицький замок або Старостинський замок — замок у місті Галич, Івано-Франківська область, Україна. Руїни замку розташовані на високому пагорбі Галич гори на правому березі річки Дністер над містом — в минулому служив фортифікаційною спорудою.

## Передісторія зведення
Галицький замок споруджено в середині XIV століття. Однак його попередника вперше згадують 1119 рік як укріплену цитадель. Археологи вважають, що спочатку це була дерев'яна споруда, яка згодом переросла у міцний замок галицьких князів (XII–XIV ст.). Польський історик Є. Геленіуш у праці «Розмови про Польську Корону» розповідає: «Галич над самим Дністром має замок старовинний, про початки якого не говорять ні хроністи, ні традиції…» — а далі стверджує, що із занепадом столиці, «один тільки замок над Дністром нагадував давнє значення міста…» Про те, хто і коли знищив княжий дерев'яний замок точно невідомо. Знаємо тільки, що відбудова замку, як оборонного форпосту Галицького староства, розпочалася у середині XIV століття, після того як Галичина і Західна Волинь відійшли до Польщі. Одні історичні джерела приписують будівництво дерев'яно-земляного замку Казимирові Великому, інші стверджують, що твердиню спорудив волинський воєвода — князь Любарт у 1350–1352 рр. У кожному разі відомо, що Галицький замок відбудовували майже ціле сторіччя і з кінця XIV до XV століття він був одним із найбільших в Галичині. Тоді його залога налічувала понад 1 000 осіб. У замку було кілька десятків малих гармат, чимало вогнепальної зброї.

## Подальша історія
1436 року був наданий молдавському господарю Іллі I (після складання ним присяги на вірність польському королю Владиславу III Варненчику у Львові). Галицький замок 1490 року штурмувала селянська армія під проводом Мухи.
1509 року дерев'яний замок витримав облогу волохів під проводом господаря Молдавії Богдана III Сліпого. Одним з очільників оборони був дідич Рогатина Станіслав Ходецький.
Близько 1520 року замок було відбудовано за сприяння руського воєводи Отто Ходецького.
Наприкінці XVI століття замок згорів. На його місці звели нерегулярний за планувальною конфігурацією, наближений до трикутника замок з пісковику та цегли. Він складався з 2-х частин, розміщених на 2-х терасах:
- верхнього укріплення — власне замку,
- нижнього подвір'я, оточеного мурами з 5-ма баштами і 3-ма в'їзними брамами, додатково обнесеного земляним валом і глибоким ровом.

Протягом 1594–1621 рр. укріплення витримувало напади турків з татарами. З 1590 по 1633 рік на Галич 29 разів нападали татари з османами, найбільш руйнівними були напади 1594, 1612, 1624 років.
За описом 1627 року замок був оточений з трьох боків валами, на яких височіли п'ять оборонних башт (деякі з них були мурованими), і мав три в'їзні брами.
Під час визвольної війни українського народу (1648—1654 рр.) твердиню тримала в облозі армія Семена Височана, а влітку 1649 р. фортецю здобули війська Богдана Хмельницького.
Після неодноразових спустошень і руйнувань необхідно було відновлювати і ремонтувати замкові будівлі.
Перебудову замку провів у XVII столітті галицький староста Анджей Потоцький, який виділив на це 42 243 злотих. У Постанові сейму від 1658 року зазначено, що А. Потоцький власним коштом відреставрував його: «від землі спорудив нові мури і обвів їх шанцями і редутами чужоземним способом». План реконструкції розробив італійський інженер, також офіцер піхоти коронного війська Франсуа Корразіні.

Перебудований замок мав трикутну форму, охоплював територію 1,7 га, мав 2 тераси, 3 муровані башти по кутах, 9 комор, архів гродських і земських актів, канцелярію, приміщення суду. В замку була каплиця св. Катажини (Катерини). Щоправда, А. Потоцький у 1659 році вимагав від державної скарбниці повернути кошти.
Наступного удару зазнав Галицький замок під час турецько-польської війни 1676 р. Війська під командуванням бейлербея Дамаску Ібраґіма-паші на прізвисько «Шайтан» взяли твердиню. Залога, якою керував комендант Лаховський (чи Ляховський), майже без бою віддала замок, вивісивши білий прапор, який турки пограбували, вибухом висадили у повітря частину оборонних стін, веж. Потім Ляховський за здачу замку був страчений з наказу короля Яна ІІІ.

Ситуативний план Галича, автор – майор Магович, 1795 рік.

Згодом замок відбудували; через розбудову нового міста-фортеці Станиславова галицька твердиня поступово втратила своє оборонне значення, запустіла. Згідно з розпорядженням губернатора, 1767 р. частину вцілілих мурів розібрали, матеріал використали для будівництва міста біля пристані. Руїни, що залишилися від давньої фортеці, бовваніли над Галичем до кінця XX століття.

## Сучасний стан

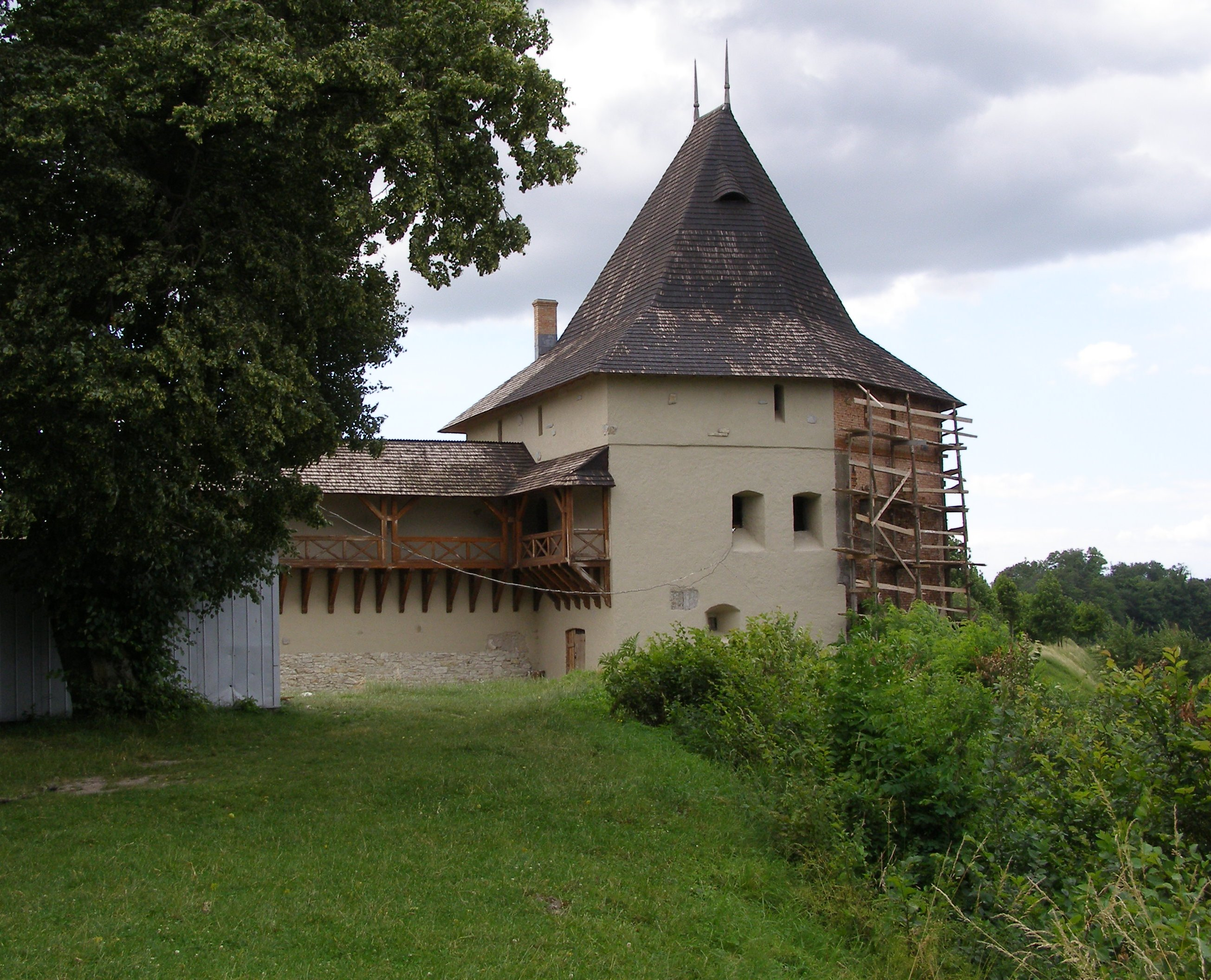

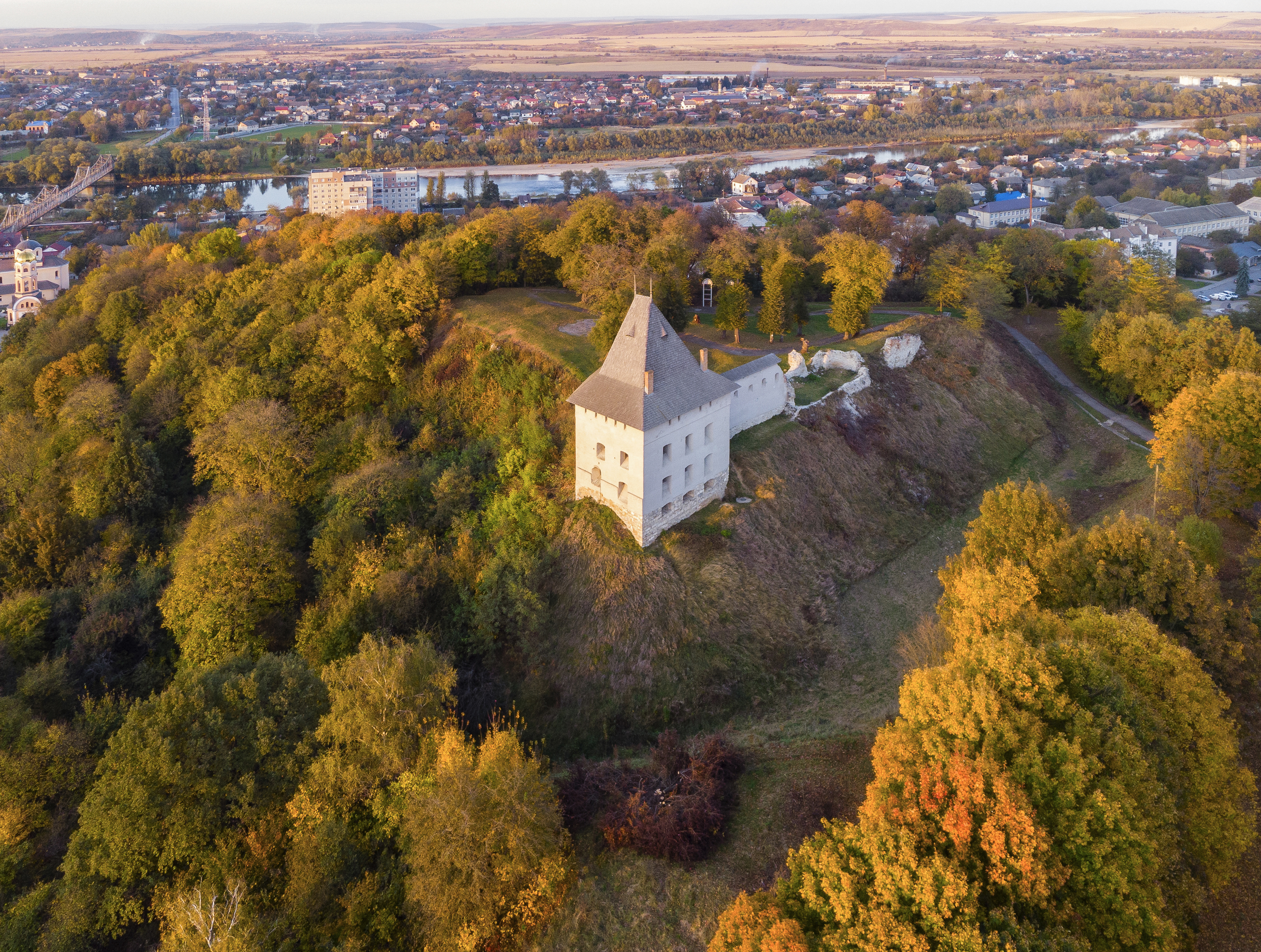
Вид на замок з повітря

До наших днів від замку кінця XVI століття дійшли руїни мурів 5-гранної наріжної (західної) башти на рівні 2-го ярусу, рештки оборонної стіни з бійницями. На території замку збереглися численні підвальні приміщення.
В радянські часи будівля охоронялась як пам'ятка архітектури Української РСР (№ 1152). В 2018 році замок визнаний об'єктом культурної спадщини національного значення, який внесено до Державного реєстру нерухомих пам’яток України (№ 090018-Н).  
Нині Галицький замок охороняє держава. Згідно з Генеральним планом розвитку Національного заповідника «Давній Галич» на 2001–2015 рр., тут ведуть реставраційні роботи. У проєкті реставрації цієї національної пам'ятки передбачено відновити вцілілі мури, південнозахідну вежу та каплицю св. Катерини, відтворити оборонну стіну між вежею і каплицею.
У 2022 році розпочалися археологічні дослідження Вїзної вежі Галицького замку. В’їзна вежа Галицького замку XVI – XVII ст.. - одна із трьох основних оборонних веж твердині, розміри якої становлять 22, 10м. х 16,20м., а товщина стін коливається від 1,2 до 3,5м. Вежа мала 8 бійниць, шість приміщень та підземні виходи із неї за межі замку. Під час археологічних досліджень було виявлено ряд цікавих знахідок: два бронзові персні, монети цього періоду, фрагменти скляних посудин, пічні кахлі (одна із зображенням єдинорога), керамічні люльки, графіті княжої доби (ХІІ – ХІІІ ст.) у вигляді церковних  хрестів .

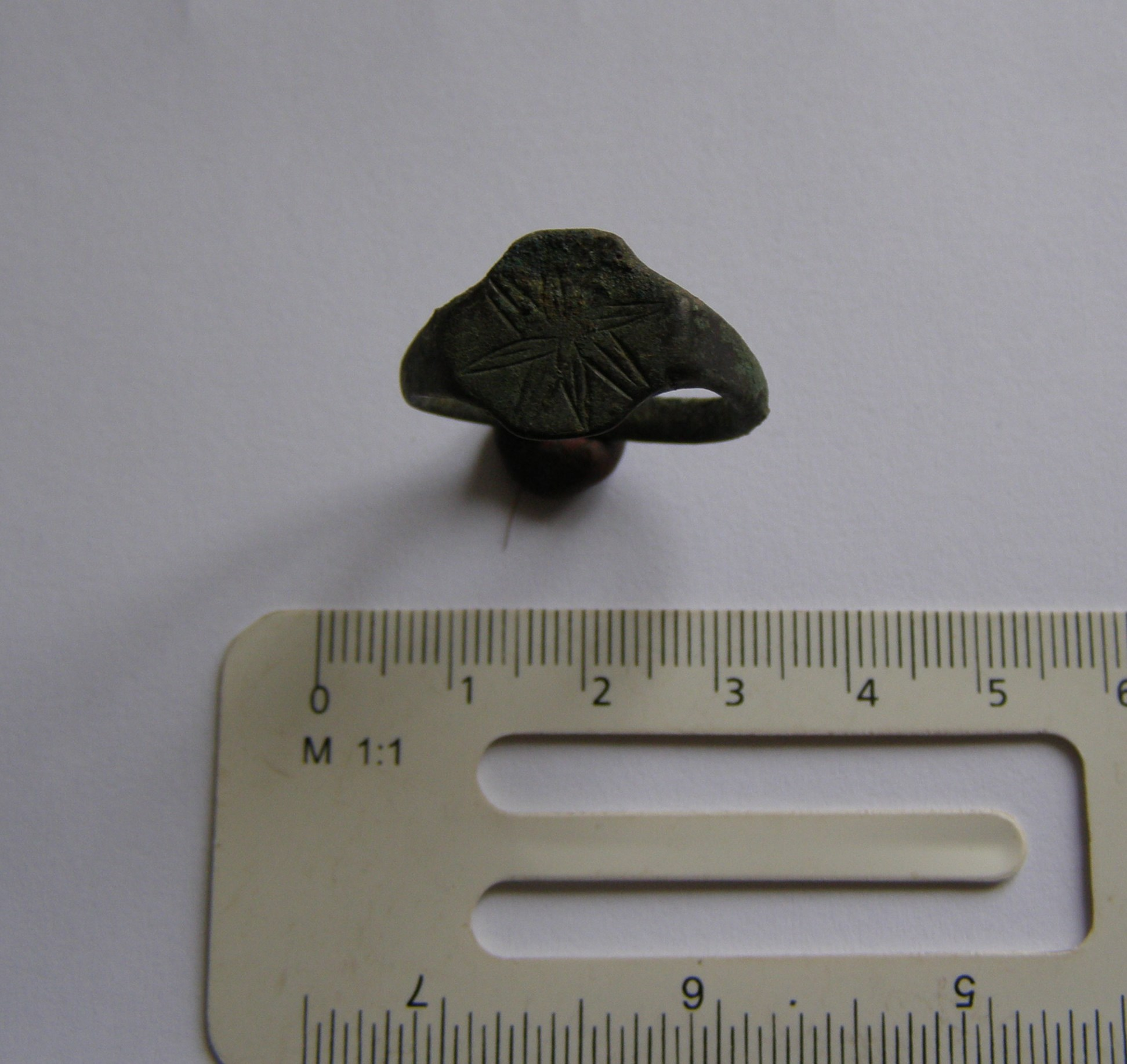

Археологічні дослідження продовжуються по сьогоднішній день…